# 斯維斯圖尼夫卡 (盧甘斯克州)
49°29′32″N 38°20′53″E / 49.49222°N 38.34806°E

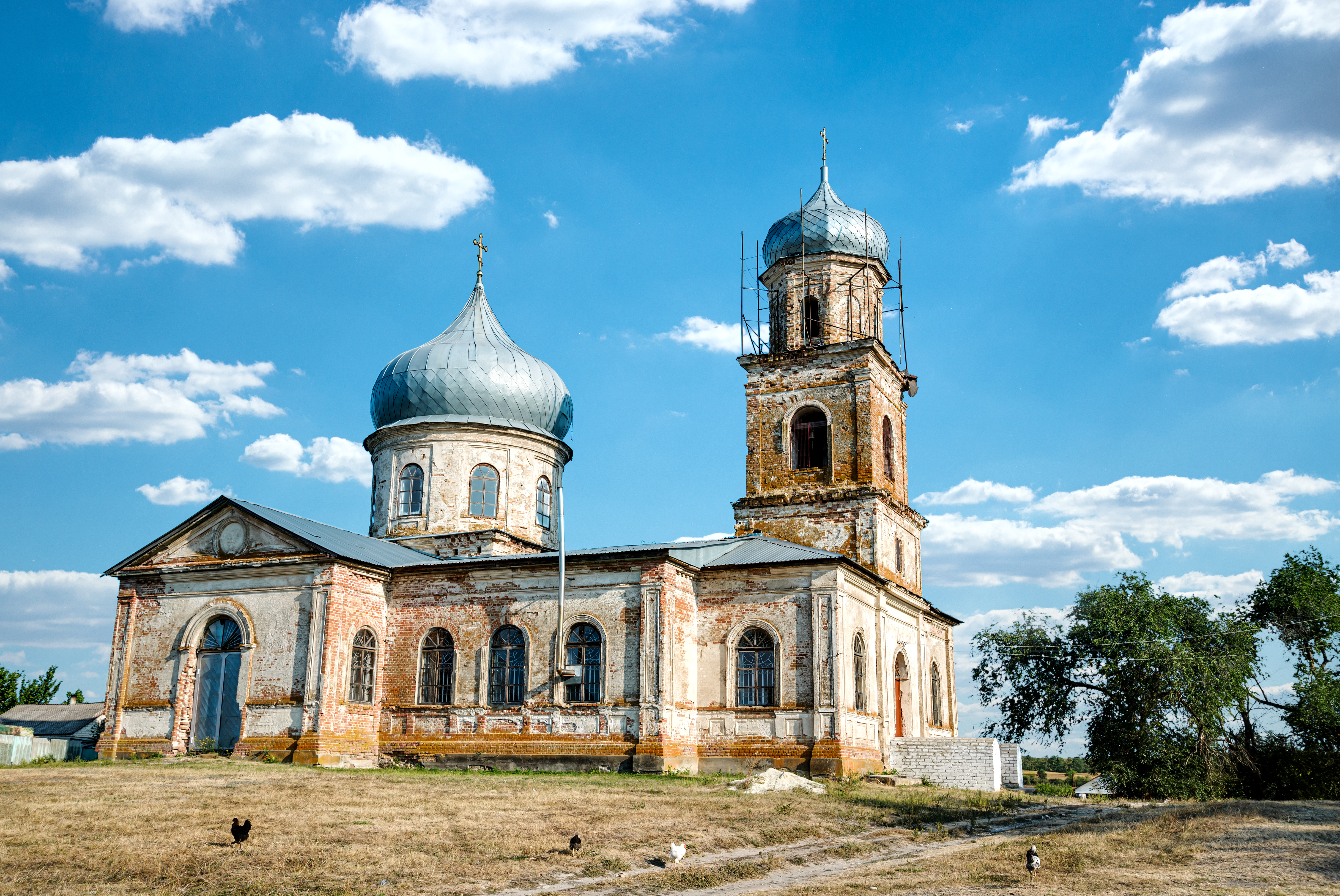
教堂

斯維斯圖尼夫卡（烏克蘭語：Свистунівка）是位於烏克蘭東部的村莊，由盧甘斯克州斯瓦托韋區的斯瓦托韋市鎮負責管轄。該村始建於1946年，面積82.4平方公里，海拔高度94米，2001年人口754，人口密度每平方公里9.15人。